# Victoria Peak, Antarktis
Victoria Peak är en bergstopp i Antarktis. Den ligger i Västantarktis. Argentina, Chile och Storbritannien gör anspråk på området. Toppen på Victoria Peak är 485 meter över havet.
Terrängen runt Victoria Peak är varierad. Havet är nära Victoria Peak åt sydost. Trakten är obefolkad. Det finns inga samhällen i närheten. 